# Li Na
Li Na (kin. 李娜; Wuhan, 26. veljače 1982.) kineska je tenisačica. Osvajačica je sedam WTA turnira u pojedinačnoj konkurenciji i dva u konkurenciji parova. Najveći uspjeh ostvarila je pobjedom u Roland Garrosu 2011. godine, čime je postala prvi azijski pobjednik nekog Grand Slam turnira u pojedinačnoj konkurenciji.

## Životopis
Li je počela igrati tenis s osam godina. S 14 godina je počela igrati na ITF turnirima. Osvojila ih je 19 u karijeri. Profesionalno igra od 1999. godine. Svoju prvu titulu osvojila je u kineskom Guangzhouu 3. listopada 2004., pobjedom u finalu nad Martinom Suchom. Odlične igre rezultirale su sve boljim renkingom, pa je 19. lipnja 2006. postala prva Kineskinja koja je ušla u prvih 30 na WTA listi. Dva mjeseca kasnije probila se i među 20 igračica svijeta. Kroz karijeru su je pratile mnogobrojne ozljede, koje su je znale mjesecima udaljiti od tenisa.
Li je početkom 2011. dospjela u finale Australian Opena, u kojem je poražena od Kim Clijsters. Do finala je iste godine došla i u Roland Garrosu i ovaj je put bila uspješnija, svladavši u finalu braniteljicu naslova Francescu Schiavone. Uspjesi iz 2011. donijeli su Li golemu popularnost u domovini.
Trenira je suprug, Jiang Shan, s kojim je u braku od 2006.; kondicijski trener je Alex Stober.Pred kraj sezone 2014. prekinula je karijeru zbog mnogobrojnih ozljeda.

## Stil igre
Li je igračica osnovne crte i većinu udaraca odigrava svom snagom. Dešnjakinja je i koristi dvoručni backhand. Omiljena joj je tvrda podloga.

## Osvojeni turniri

### Pojedinačno (7 WTA)
| Br. | Datum              | Turnir          | Suparnica u finalu  | Rezultat      |
| 1.  | 3. listopada 2004. | Guangzhou       | Martina Suchá       | 6:3, 6:4      |
| 2.  | 5. siječnja 2008.  | Gold Coast      | Viktorija Azarenka  | 4:6, 6:3, 6:4 |
| 3.  | 13. lipnja 2010.   | Birmingham      | Marija Šarapova     | 7:5, 6:1      |
| 4.  | 14. siječnja 2011. | Sydney          | Kim Clijsters       | 7:6(3), 6:3   |
| 5.  | 4. lipnja 2011.    | Roland Garros   | Francesca Schiavone | 6:4, 7:6(0)   |
| 6.  | 19. kolovoza 2012. | Cincinnati      | Angelique Kerber    | 1:6, 6:3, 6:1 |
| 7.  | 6. siječnja 2013.  | Shenzhen        | Klára Zakopalová    | 6:3, 1:6, 7:5 |
| 8.  | 4. siječnja 2014.  | Shenzhen        | Shuai Peng          | 7:5 6:4       |
| 9.  | 26. siječnja 2014. | Australian Open | Dominika Cibulkova  | 7:6 6:0       |

## Rezultati na Grand Slam turnirima
| Grand Slam      | 2005 | 2006. | 2007. | 2008. | 2009. | 2010. | 2011. | 2012. | 2013. | 2014. |
| --------------- | ---- | ----- | ----- | ----- | ----- | ----- | ----- | ----- | ----- | ----- |
| Australian Open | 3k   | 1k    | 4k    | 3k    | -     | 1/2F  | F     | 4k    | F     | P     |
| Roland Garros   | -    | 3k    | 3k    | -     | 4k    | 3k    | P     | 4k    | 2k    | 1k    |
| Wimbledon       | -    | 1/4F  | -     | 2k    | 3k    | 1/4F  | 2k    | 2k    | 1/4   | 3k    |
| US Open         | 1k   | 4k    | -     | 4k    | 1/4F  | 1k    | 1k    | 3k    | 1/2   | -     |

## Plasman na WTA ljestvici na kraju sezone
| 2004. | 2005. | 2006. | 2007. | 2008. | 2009. | 2010. | 2011. | 2012. | 2013. | 2014. |
| ----- | ----- | ----- | ----- | ----- | ----- | ----- | ----- | ----- | ----- | ----- |
| 80.   | 57.   | 21.   | 29.   | 23.   | 15.   | 11.   | 4.    | 7.    | 3.    |       |

## Vanjske poveznice
- Profil na stranici WTA Toura (engl.)

### Ostali projekti
|  | Zajednički poslužitelj ima još gradiva o temi Na Li |